# Niccola Clarelli Parracciani
 Niccola Clarelli Parracciani  (né le 12 avril 1799 à Rieti dans le Latium, alors dans les États pontificaux et mort le 8 juillet 1872 à Vico Equense) est un cardinal italien du XIXe siècle.

## Biographie
Niccola Clarelli Parracciani est nommé évêque de Montefiascone et Corneto en 1844.
Le pape Grégoire XVI le crée cardinal lors du consistoire du 22 janvier 1844.
Il participe au conclave de 1846, lors duquel Pie IX est élu pape.
Le cardinal Clarelli renonce à l'administration de son diocèse pour des raisons de santé et devient préfet de la Congrégation pour les évêques. Il participe au concile de Vatican I en 1869-1870 et est préfet de la Congrégation de la fabrique de la basilique Saint-Pierre en 1870.

## Succession apostolique
Niccola Clarelli Parracciani a ordonné les évêques suivants :
- Évêque Michael Franciscus Buttigieg (en) (1863)
- Évêque Giuseppe Salandri, O.F.M.Conv. (1864)
- Évêque Manuel do Rego Medeiros (pt) (1865)
- Évêque Giuseppe Maria Bovieri (de) (1867)
- Évêque Anselmo Fauli (it), O.Carm. (1867)
- Évêque Giovanni Battista Bagalà Blasini (it) (1868)